# Negreira

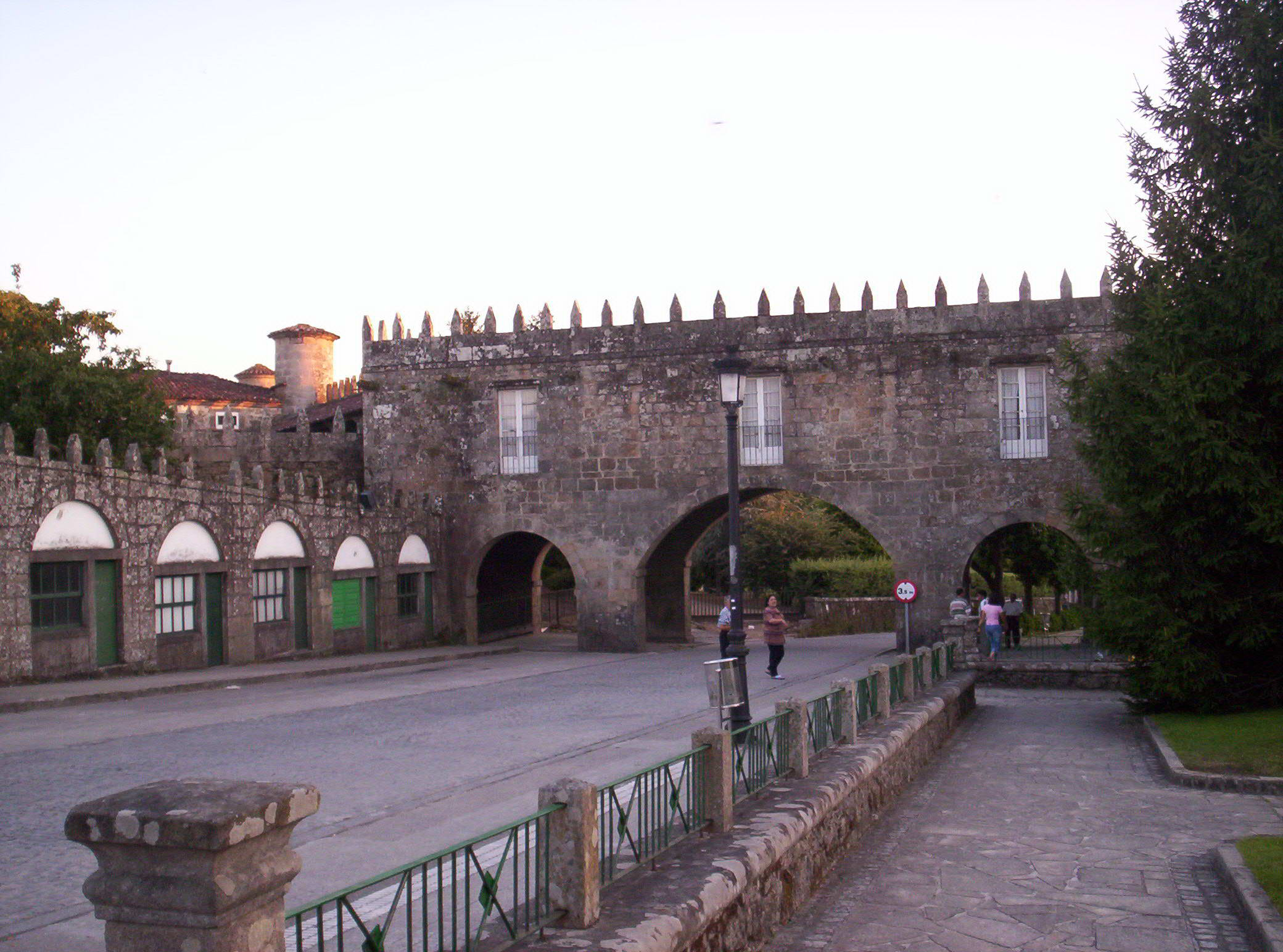
Pazo do Cotón

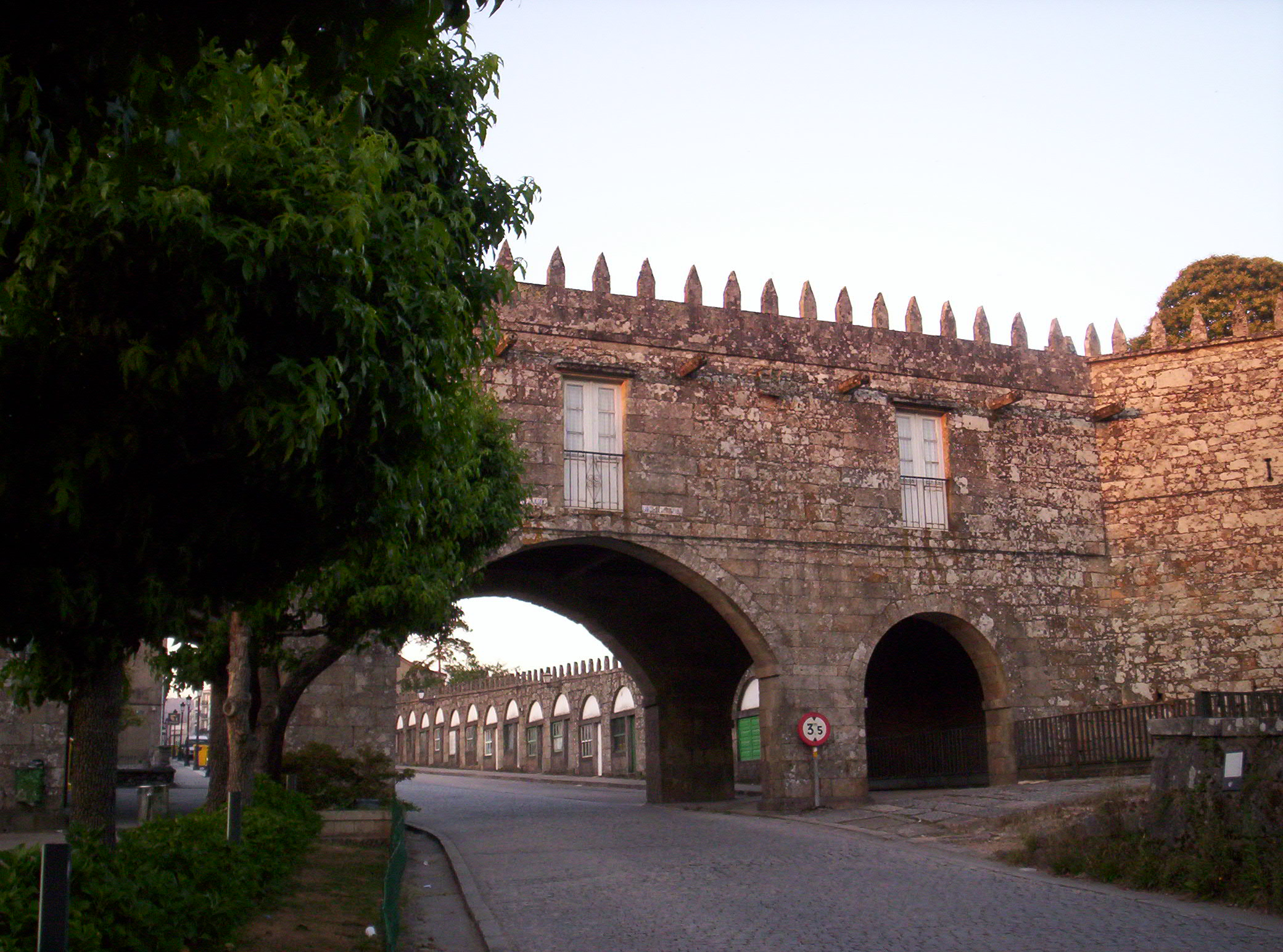
Pazo do Cotón

Negreira ist der Hauptort des gleichnamigen Gemeindeverbands (Concello) in der Provinz A Coruña der Autonomen Gemeinschaft Galicien. Es liegt westlich von Santiago de Compostela.

## Geschichte
Die Gründung der ersten Ansiedlung auf dem Gebiet Negreiras resultierte aus der strategisch wichtigen Lage. Sie wird bestimmt durch die Situation über dem Río Tambre sowie an der Straße „per loca maritima“ einerseits (Hauptstraße zur Küste, von Grandimirun, heute Brandomil, nach Aquis Celenis, heute Caldas de Reis) und andererseits der Uferstraße entlang des Tambre, die das Landesinnere mit der Küstenregion um Noia verbindet.
Im ganzen Gebiet von A Barcala lassen sich vorrömische Aktivitäten nachweisen.
Frühgeschichtliche Zeugnisse finden sich mit einem Megalithkomplex auf dem Monte Corzán, mit Resten von Castro-Siedlungen in Logrosa, Vilachán, Xallas und Broño sowie mit den Dolmen und Mámoas von Espiñaredo (ein Steinkomplex von 32 Steinen, 32 Meter im Durchmesser, bis zu 5 Metern hoch).
Weiterhin wurden in Logrosa zwei prähistorische, auf Bauchhöhe abgebrochene Statuen in einer bedeutenden Siedlung der Castrokultur gefunden. Sie befinden sich heute in Santiago de Compostela im Museum.
Für die römische Zeit ist die Siedlung Nicraria Tamara erwähnt, zu dieser Zeit wurden hier auch Silberminen ausgebeutet.
876 wechselt Negreira auf königliches Dekret in den Besitz des Compostelaner Bischofs Sisando. 979 überfallen Normannen die galicischen Küsten, die Stadt wird ausgelöscht. Nachdem die Bedrohung durch Normannen und Mauren überstanden ist, wird die Stadt 1113 wieder aufgebaut.
Die Katholischen Könige verliehen dem Ort ein Fuero Real genanntes königliches Privileg, das Negreira die Unabhängigkeit vom Compostelanischen Erzbischof sichert. Karl V. erneuerte das Privileg 1520.

## Bevölkerungsentwicklung der Gemeinde
Quelle: INE-Archiv – grafische Aufarbeitung für Wikipedia

## Gemeindegliederung
Die Gemeinde Negreira ist in 18 Parroquias gegliedert:
| Parroquias | Patrozinium  | Einwohner 2024 | Fläche km² | Dichte Einw./km² | Höhe msnm | Ortskennzahl |
| ---------- | ------------ | -------------- | ---------- | ---------------- | --------- | ------------ |
| Alvite     | San Tomé     | 212            | 8,85       | 24               | 344       | 15056010000  |
| Aro        | San Vicenzo  | 254            | 12,56      | 20               | 267       | 15056020000  |
| Arzón      | San Cristovo | 63             | 7,60       | 8                | 230       | 15056030000  |
| Broño      | San Martiño  | 193            | 5,37       | 36               | 271       | 15056040000  |
| Bugallido  | San Pedro    | 167            | 9,41       | 18               | 282       | 15056050000  |
| Campelo    | San Fins     | 68             | 3,61       | 19               | 256       | 15056060000  |
| Campolongo | Santa Cruz   | 143            | 7,76       | 18               | 434       | 15056070000  |
| Covas      | Santa María  | 145            | 1,86       | 78               | 161       | 15056080000  |
| Gonte      | San Pedro    | 98             | 2,95       | 33               | 261       | 15056090000  |
| Landeira   | Santo Estevo | 187            | 4,43       | 42               | 241       | 15056100000  |
| Liñaio     | San Martiño  | 173            | 9,97       | 17               | 200       | 15056110000  |
| Logrosa    | Santa Baia   | 356            | 3,61       | 99               | 168       | 15056170000  |
| Lueiro     | Santa Baia   | 48             | 7,17       | 7                | 302       | 15056120000  |
| Negreira   |              | 4.220          | 2,83       | 1.491            | 167       | 15056000100  |
| A Pena     | San Mamede   | 125            | 5,36       | 23               | 350       | 15056130000  |
| Portor     | Santa María  | 224            | 4,90       | 46               | 193       | 15056140000  |
| Xallas     | San Pedro    | 149            | 15,77      | 9                | 328       | 15056150000  |
| Zas        | San Mamede   | 76             | 1,10       | 69               | 251       | 15056160000  |

## Wirtschaft
| Ackerbau, Viehzucht und Fischerei                                                  | 0207  | 07,36  |
| Industrie                                                                          | 0331  | 011,77 |
| Bauwirtschaft                                                                      | 0281  | 09,99  |
| Dienstleistungsbetriebe                                                            | 1.994 | 070,89 |
| Total                                                                              | 2.813 | 100,00 |
| * Daten aus dem Statistischen Amt für Wirtschaftliche Entwicklung in Galicien, IGE |       |        |

Die Wirtschaft ist landwirtschaftlich geprägt, Hauptanbauprodukte sind Mais, Kartoffeln und Gemüse. Ein bedeutender Teil der Gemeindefläche ist der Weidewirtschaft vorbehalten. Der Viehbestand besteht hauptsächlich aus Rindern und darunter speziell Milchkühe. Die Milchwirtschaft ist entsprechend wichtig. Die Kooperativen der Milchbauern gründeten das Unternehmen Feiraco, heute eines der größten Unternehmen der galicischen Milchwirtschaft.
Während des Spanischen Bürgerkriegs und des Zweiten Weltkriegs wurde hier Wolfram abgebaut. Die Minen sind heute geschlossen.

## Sehenswürdigkeiten

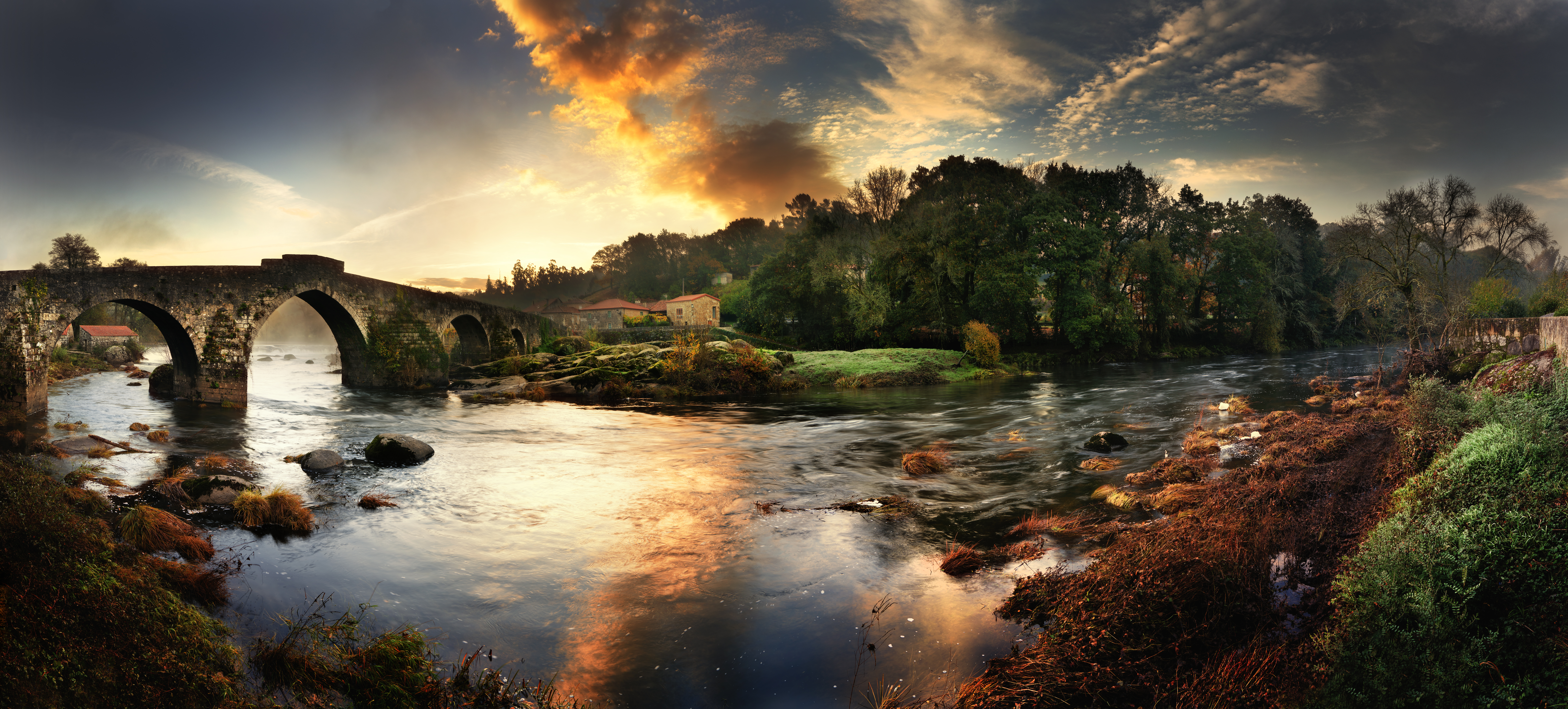
Der Río Tambre (hier mit der Ponte Maceira) begrenzt den Gemeindeverband von Negreira im Süden.

Neben dem Herrenhaus Pazo da Albariña sticht der Pazo do Cotón im Stadtbild heraus. Er liegt am Weg nach Fisterra, dem Camino Real, und wurde zwischen dem 17. bis 18. Jahrhundert gebaut. An der Porta da Capela überspannt er mit drei Arkaden die Straße, die obere Mauer ist Zinnen-bewehrt.